# U-83号潜艇 (1916年)
陛下之83号潜艇是德意志帝国海军建造的一艘中型潜艇或称U艇。它由基尔的日耳曼尼亚船厂承建，于1916年7月13日下水，至同年9月6日交付使用。U-83号是在第一次世界大战期间服役的329艘德国潜艇之一，曾参加过大西洋潜艇战。在其仅有的两次巡逻中，共击沉6艘协约国或中立国船舶，容积总吨为6450吨。1917年2月17日，U-83号在爱尔兰岛西南部被英国Q船法恩伯勒号以舰炮击沉，全艇35名官兵中仅2人获救。

## 设计
第一次世界大战爆发后，为了满足潜艇破交战的作战需求，德意志帝国海军潜艇局（U-Boot-Inspektion）在U-43号（战时动员型）的基础上，研发出了一种技术上更为成熟的中型潜艇。其排水量适中、性能均衡，非常适合北海和英国周边海域的作战环境。海军为此共计批出34艘订单，战术编号使用U-81至U-114号。实战证明，这一系列的潜艇具有出色的航海能力和稳定的耐用性，它们的许多布置也对后世IX級潛艇和国外一些潜艇的设计产生了影响。
U-83号为双壳体远洋潜艇，水上和水下排水量分别为808吨和946吨。其全长70.06米；舷宽6.30米，当中的耐压壳体宽为4.15米；有4.02米的吃水深度。艇只搭载有可在水上使用的两台猛狮六缸四冲程柴油发动机，总功率为2,400匹公制馬力（1,765千瓦特）；以及可在水下使用的西门子-舒克特双电动发电机，总功率为1,200匹公制馬力（883千瓦特）。这些发动机用以驱动双轴、每根轴各一个的直径1.7米长螺旋桨。它的潜航深度为50米。
U-83号在水上的最高速度达16.8節（31.1每小時），在水下的最高航速则为9.1節（16.9每小時）。它可以8節（15每小時）的速度在水上巡航11,220海里（20,780），或以5節（9.3每小時）的速度在水下巡航56海里（104）。该艇装备了四具直径为500毫米的鱼雷发射管，其中艏、艉各两具，并可携带12－16枚鱼雷；作为辅助武器的甲板炮则是一门105毫米45倍径速射炮。其标准船员编制为4名军官及31名水兵。

## 历史
U-83号是由德意志帝国海军作为F项战时订单（Kriegsauftrag F）的一部分，于1915年6月23日向基尔的日耳曼尼亚船厂订购，建造编号为253。艇只于1916年7月13日下水，至同年9月6日在首任暨唯一一任艇长、海军上尉布鲁诺·霍佩的指挥下正式交付使用。完成海试后，U-83号自1916年10月下旬起被编入分驻埃姆登和博尔库姆的第四潜艇区舰队服役，并在短暂的役期内一直隶属于该部队。
在为期六个月的运用生涯中，U-83号曾两次前往北海和北大西洋东部巡逻，并驶入凯尔特海；期间共击沉6艘协约国或中立国船舶，容积总吨为6450吨。被U-83号击沉的最大型船舶是容积为5218总吨的英国货轮克朗角号（Crown Point），它于1917年2月6日从伦敦前往费城的途中，在锡利群岛以西遭到U-83号袭击，共有7人在沉没中丧生。
1917年2月17日，U-83号的船员在爱尔兰岛西南部发现了一艘独自航行的商船。事实上，这是一艘经过伪装、此前曾击沉U-68号潜艇的英国海军Q船法恩伯勒号，其指挥官戈登·坎贝尔中校正在等待德国U艇被隐藏的火炮击沉。然而为了安全起见，艇长霍普中尉下令潜入潜望镜的深度，并在水下向目标发射了一枚鱼雷。鱼雷击中了法恩伯勒号的轮机舱后部，随着海水不断涌入，该船的大部分乾舷没入水中，弃船小组亦按计划假意登上救生艇撤离。即便如此，霍普仍不急于浮出水面，U-83号依然保持潜航状态缓慢向目标靠近。直至潜艇绕行严重受损的法恩伯勒号一周后，霍普才确认其是不具危险的，并下令在相距约100米的范围内上浮。这时，法恩伯勒号立即升起英国海军战旗，并揭开舰炮向U-83号开火。其第一轮炮火便将站在潜艇舰桥上的霍普击毙。U-83号最终在大致51°34′N 11°23′W / 51.567°N 11.383°W的方位被合共45枚炮弹击沉。艇只沉没后，有8名幸存船员能够弃艇游出水面，但只有2人获救——其中1人很快便因伤势过重而死亡。
而法恩伯勒号尽管歼灭了对手，但自身受损的情况亦相当严重。轮机舱内的海水已漫过船员腰部，炮手们也大都浸泡在海水中。得益于事先在船体要害部位加装了软木，法恩伯勒号才能维持漂浮。若U-83号艇长霍普能更为谨慎，这场战斗的结果恐将改变。战斗刚一结束，坎贝尔上尉便向基地呼叫支援，附近的两艘驱逐舰随后赶到，将接近沉没的法恩伯勒号拖曳回贝尔哈文。为表彰该船在行动中的贡献，船长坎贝尔和另外几名船员其后获颁维多利亚十字勋章。

## 袭击历史摘要
| 日期           | 船名          | 船籍         | 吨位 （容积总吨） | 结局 |
| -------------- | ------------- | ------------ | ----------------- | ---- |
| 1916年12月17日 | 尼奥尔德号    | 瑞典         | 123               | 击沉 |
| 1917年2月4日   | 安娜·玛利亚号 | 法國         | 141               | 击沉 |
| 1917年2月4日   | 妖娆号        | 法國         | 167               | 击沉 |
| 1917年2月6日   | 克朗角号      | 英国         | 5218              | 击沉 |
| 1917年2月7日   | 迪亚兹号      | 俄罗斯帝国   | 637               | 击沉 |
| 1917年2月10日  | 雏菊号        | 法國         | 164               | 击沉 |
| 1917年2月17日  | 法恩伯勒号    | 英國皇家海軍 | 3207              | 击伤 |

## 脚注
1. 1 2  Helgason, Guðmundur. . German and Austrian U-boats of World War I - Kaiserliche Marine - Uboat.net.   [2010-09-29].
2. ↑  Gröner 1991，第12-14頁.
3. 1 2  Helgason, Guðmundur. . German and Austrian U-boats of World War I - Kaiserliche Marine - Uboat.net.   [2010-09-29].
4. ↑  陈进，第71頁.
5. ↑  Herzog，第50頁.
6. ↑  Herzog，第48頁.
7. 1 2  Gröner 1991，第12–14頁.
8. ↑  Herzog，第139頁.
9. ↑  Herzog，第123頁.
10. ↑  Herzog，第68頁.
11. ↑  Helgason, Guðmundur. . German and Austrian U-boats of World War I - Kaiserliche Marine - Uboat.net.   [2021-11-18].
12. ↑  陈进，第169頁.
13. ↑  Herzog，第90頁.
14. ↑  Snelling，第123頁.
15. ↑  陈进，第170頁.
16. ↑  Snelling，第124頁.
17. ↑  . 倫敦憲報 (Supplement). 1917-03-23.
18. ↑  Helgason, Guðmundur. . German and Austrian U-boats of World War I - Kaiserliche Marine - Uboat.net.   [2015-01-20].